# Krize (film, 1992)
Krize (v originále La Crise) je francouzsko-italský hraný film z roku 1992, který režírovala Coline Serreau podle vlastního scénáře. Snímek měl světovou premiéru dne 2. prosince 1992.

## Děj
Victor je právní poradce, kterého opustí jeho žena a ve stejný den je propuštěn. Snaží se hledat útěchu u různých přátel nebo rodiny, ale každý, koho potká, je zaměstnán svými vlastními problémy. Jeho morálka začíná ochabovat, když si uvědomí, že o něj nikdo nestojí. Potkává Michoua, nepříliš bystrého bezdomovce, který mu jako jediný poslouchá.
Victor si postupně uvědomí, že jeho vlastní egocentrický postoj je příčinou nedostatku ohleduplnosti jeho blízkých k jeho problémům a postupně přijme jiné chování. Poté najme Michoua jako asistenta, ale jeho chyba způsobí, že ztratí šanci najít práci. Nakonec se opět schází se svou ženu.

## Obsazení
| Vincent Lindon         | Victor                                     |
| Patrick Timsit         | Michou                                     |
| Zabou Breitman         | Isabelle, Victorova sestra                 |
| Maria Pacôme           | Victorova matka                            |
| Yves Robert            | Victorův otec                              |
| Annick Alane           | Mamie, matka Marie                         |
| Gilles Privat          | Laurent, Victorův šéf                      |
| Valérie Alane          | Thérèse, Victorova sekretářka              |
| Isabelle Petit-Jacques | Françoise, Laurentova manželka             |
| Michèle Laroque        | Martine, kamarádka Victora, manželka Paula |
| Christian Benedetti    | Paul, kamarád Victora, manžel Martine      |
| Marina Tomé            | Concepción, Paulův zaměstnanec             |
| Nanou Garcia           | Sophie, Paulova sestra                     |
| Nicolas Serreau        | Pierre, první manžel Sophie                |
| Jacques Décombe        | Bernard, druhý manžel Sophie               |
| Tristan Calvez         | Sylvain, syn Sophie a Pierra               |
| Clotilde Mollet        | Tania, kamarádka Marie                     |
| Jacques Frantz         | Borin, profesor jógy                       |
| Nicole Jamet           | paní Borin                                 |
| Didier Flamand         | poslanec La Ville                          |
| Marie-France Santon    | paní La Ville                              |
| Pénélope Schellenberg  | Sarah La Ville                             |
| Max Mc Carthy          | Olivier La Ville                           |
| Laurent Gamelon        | Didier, partner Isabelle                   |
| Franck-Olivier Bonnet  | Bébert, kamarád Victora                    |
| Mohamed Ammouche       | Mohamed, kamarád Michoua                   |
| Catherine Wilkening    | Marie                                      |

## Ocenění
- César: nejlepší původní scénář nebo adaptace (Coline Serreau); nominace v kategoriích nejlepší film, nejlepší herec (Vincent Lindon), nejlepší herec ve vedlejší roli (Patrick Timsit), nejlepší herečka ve vedlejší roli (Zabou Breitman, Michèle Laroque a Maria Pacôme)
- Filmový festival Gramado: Kikitos za nejlepší střih (Catherine Renault)
- Filmový festival Peñíscola: nejlepší film